# Nogusunna conflictoides
Nogusunna conflictoides — викопний вид гусеподібних птахів родини Качкові (Anatidae), що існував у міоцені у Східній Азії. Скам'янілі рештки виду знайдено у відкладеннях формації Ошін в Монголії.

## Опис
Відомий лише з частини плечової кістки. Мешкав на прісних водоймах.